# Éloie
Ne doit pas être confondu avec Éloyes.
Éloie est une commune française située dans le département du Territoire de Belfort, la région culturelle et historique de Franche-Comté et la région administrative Bourgogne-Franche-Comté.

## Géographie
Éloie, qui dépend du canton de Valdoie, est située sur la Rosemontoise, petite rivière affluent de la Savoureuse et prenant sa source dans la vallée de Riervescemont près du château du Rosemont, auquel elle doit son nom.
Le territoire communal repose sur le bassin houiller stéphanien sous-vosgien recouvert par un Permien épais.

### Climat
Pour des articles plus généraux, voir Climat de la Bourgogne-Franche-Comté et Climat du Territoire de Belfort.
En 2010, le climat de la commune est de type climat de montagne, selon une étude du Centre national de la recherche scientifique s'appuyant sur une série de données couvrant la période 1971-2000. En 2020, Météo-France publie une typologie des climats de la France métropolitaine dans laquelle la commune est exposée à un climat semi-continental et est dans la région climatique Vosges, caractérisée par une pluviométrie très élevée (1 500 à 2 000 mm/an) en toutes saisons et un hiver rude (moins de 1 °C).
Pour la période 1971-2000, la température annuelle moyenne est de 9,5 °C, avec une amplitude thermique annuelle de 17,2 °C. Le cumul annuel moyen de précipitations est de 1 268 mm, avec 13,1 jours de précipitations en janvier et 10,7 jours en juillet. Pour la période 1991-2020, la température moyenne annuelle observée sur la station météorologique de Météo-France la plus proche, « Giromagny_sapc », sur la commune de Giromagny à 7 km à vol d'oiseau, est de 10,2 °C et le cumul annuel moyen de précipitations est de 1 636,6 mm. 
La température maximale relevée sur cette station est de 37,2 °C, atteinte le 24 juillet 2019 ; la température minimale est de −18,9 °C, atteinte le 20 décembre 2009,,.
Les paramètres climatiques de la commune ont été estimés pour le milieu du siècle (2041-2070) selon différents scénarios d'émission de gaz à effet de serre à partir des nouvelles projections climatiques de référence DRIAS-2020. Ils sont consultables sur un site dédié publié par Météo-France en novembre 2022.

## Urbanisme

### Typologie
Au 1er janvier 2024, Éloie est catégorisée ceinture urbaine, selon la nouvelle grille communale de densité à sept niveaux définie par l'Insee en 2022.
Elle appartient à l'unité urbaine de Belfort, une agglomération inter-départementale regroupant 16  communes, dont elle est une commune de la banlieue,,. Par ailleurs la commune fait partie de l'aire d'attraction de Belfort, dont elle est une commune de la couronne,. Cette aire, qui regroupe 91 communes, est catégorisée dans les aires de 50 000 à moins de 200 000 habitants,.

### Occupation des sols
L'occupation des sols de la commune, telle qu'elle ressort de la base de données européenne d’occupation biophysique des sols Corine Land Cover (CLC), est marquée par l'importance des forêts et milieux semi-naturels (69,6 % en 2018), une proportion identique à celle de 1990 (69,6 %). La répartition détaillée en 2018 est la suivante : 
forêts (69,6 %), zones agricoles hétérogènes (12,4 %), zones urbanisées (12 %), eaux continentales (5,8 %), prairies (0,2 %). L'évolution de l’occupation des sols de la commune et de ses infrastructures peut être observée sur les différentes représentations cartographiques du territoire : la carte de Cassini (XVIIIe siècle), la carte d'état-major (1820-1866) et les cartes ou photos aériennes de l'IGN pour la période actuelle (1950 à aujourd'hui).

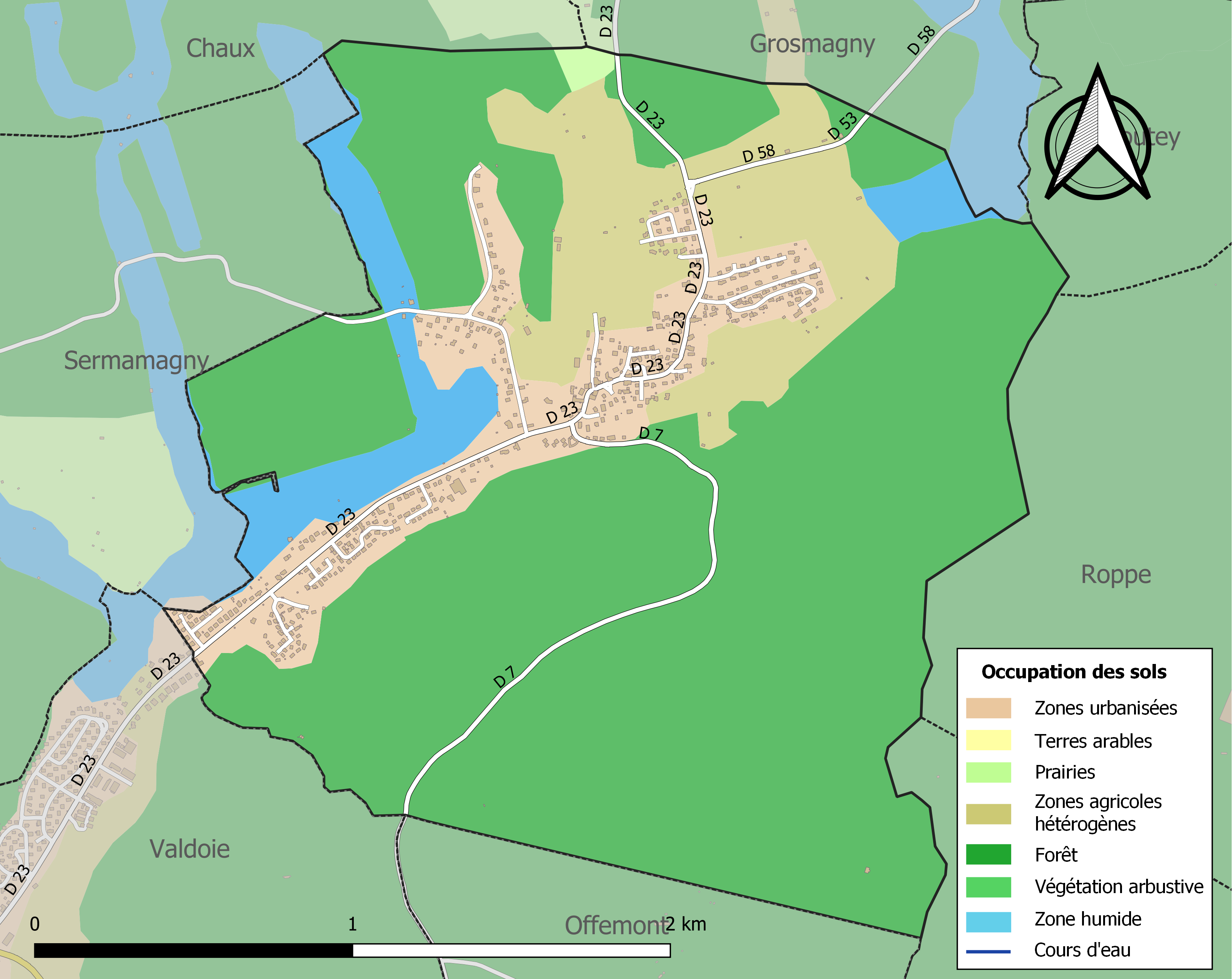
Carte des infrastructures et de l'occupation des sols de la commune en 2018 (CLC).

## Toponymie
- Eloye (1793 & 1801).

## Histoire
L'activité principale d'Éloie a été pendant longtemps l'agriculture et l'exploitation de sa forêt, en dehors d'une petite fabrique de limes au XIXe siècle utilisant l'énergie hydraulique pour fonctionner.
Depuis les années 1970, le village s'est fortement urbanisé avec la construction de plusieurs lotissements, le premier fut le lotissement de la Charange - le Verdoyeux. Beaucoup de ses habitants travaillent dans l'aire urbaine Belfort-Montbéliard, quelques artisans et PME s'y sont établis ces trente-cinq dernières années.
Pour la petite histoire, Jean-Pierre Chevènement avait rebaptisé Eloie, Armandville en hommage à Armand Jund, maire omniprésent pendant 35 ans, dévoué à son village et surtout aux Éloyens.
Les 29 et 30 décembre 2001, lors de la crue centennale des rivières Savoureuse et Rosemontoise, la rupture de trois bassins de rétention a causé d’importants dommages à Éloie et à la commune voisine de Valdoie.

## Politique et administration

### Liste des maires

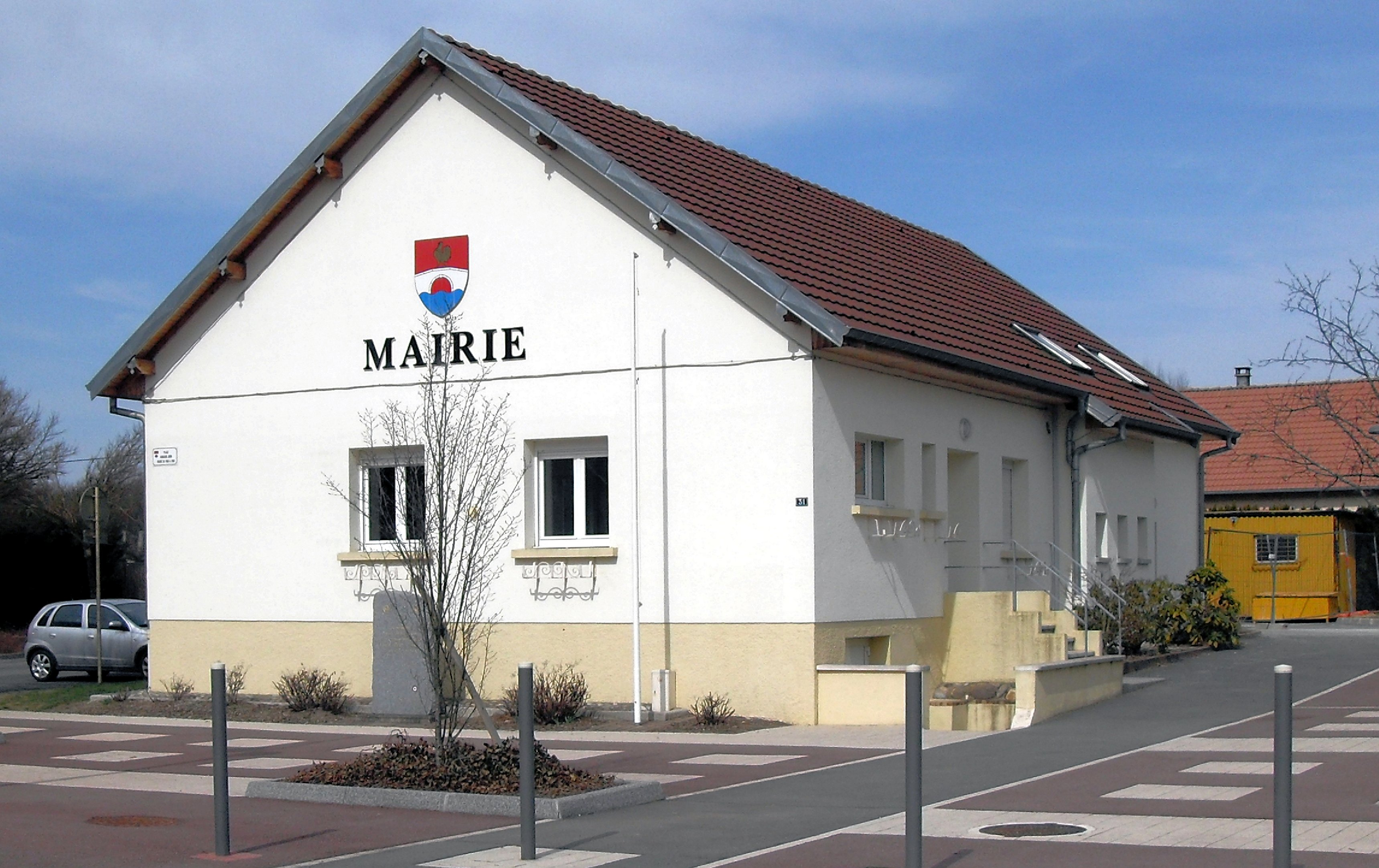
La mairie d'Éloie, réalisée par l'architecte W. Zeiger.

| Période                                  | Période   | Identité     | Étiquette | Qualité |
| ---------------------------------------- | --------- | ------------ | --------- | ------- |
| Les données manquantes sont à compléter. |           |              |           |         |
| décembre 1966                            | mars 2001 | Armand Jund  |           |         |
| mars 2001                                | 2020      | Michel Oriez | DVD       |         |
| mai 2020                                 | En cours  | Éric Gilbert |           |         |

### Budget et fiscalité 2015
En 2015, le budget de la commune était constitué ainsi :
- total des produits de fonctionnement : 526 000 €, soit 519 € par habitant ;
- total des charges de fonctionnement : 406 000 €, soit 401 € par habitant ;
- total des ressources d’investissement : 28 000 €, soit 28 € par habitant ;
- total des emplois d’investissement : 207 000 €, soit 205 € par habitant ;
- endettement : 14 000 €, soit 14 € par habitant.

Avec les taux de fiscalité suivants :
- taxe d’habitation : 10,40 % ;
- taxe foncière sur les propriétés bâties : 16,10 % ;
- taxe foncière sur les propriétés non bâties : 46,12 % ;
- taxe additionnelle à la taxe foncière sur les propriétés non bâties : 0,00 % ;
- cotisation foncière des entreprises : 0,00 %.

## Population et société

### Démographie
L'évolution du nombre d'habitants est connue à travers les recensements de la population effectués dans la commune depuis 1793. Pour les communes de moins de 10 000 habitants, une enquête de recensement portant sur toute la population est réalisée tous les cinq ans, les populations de référence des années intermédiaires étant quant à elles estimées par interpolation ou extrapolation. Pour la commune, le premier recensement exhaustif entrant dans le cadre du nouveau dispositif a été réalisé en 2004.

En 2022, la commune comptait 954 habitants, en évolution de +0,32 % par rapport à 2016 (Territoire de Belfort : −2,78 %, France hors Mayotte : +2,11 %).
| 1793 | 1800 | 1806 | 1821 | 1831 | 1836 | 1841 | 1846 | 1851 |
| ---- | ---- | ---- | ---- | ---- | ---- | ---- | ---- | ---- |
| 120  | 136  | 164  | 114  | 152  | 174  | 170  | 180  | 179  |

| 1856 | 1861 | 1866 | 1872 | 1876 | 1881 | 1886 | 1891 | 1896 |
| ---- | ---- | ---- | ---- | ---- | ---- | ---- | ---- | ---- |
| 170  | 167  | 160  | 148  | 173  | 162  | 166  | 162  | 154  |

| 1901 | 1906 | 1911 | 1921 | 1926 | 1931 | 1936 | 1946 | 1954 |
| ---- | ---- | ---- | ---- | ---- | ---- | ---- | ---- | ---- |
| 145  | 156  | 150  | 109  | 121  | 113  | 126  | 106  | 132  |

| 1962 | 1968 | 1975 | 1982 | 1990 | 1999 | 2004 | 2006 | 2009 |
| ---- | ---- | ---- | ---- | ---- | ---- | ---- | ---- | ---- |
| 163  | 182  | 447  | 695  | 889  | 837  | 922  | 925  | 991  |

| 2014 | 2019 | 2022 | - | - | - | - | - | - |
| ---- | ---- | ---- | - | - | - | - | - | - |
| 964  | 941  | 954  | - | - | - | - | - | - |

## Économie et vie locale
Un commerce de proximité (les Merveilles du Kota), Un architecte (Sarl studio d'Architecture William ZEIGER), une société de location de Limousines avec chauffeurs.
Le Festival « Peinture & Écriture » se déroule en mai à la Maison du Temps Libre sur le thème des mots, des images et arts figuratifs. Il se tient chaque année depuis 1998 et invite des auteurs ainsi que des peintres.

## Culture locale et patrimoine

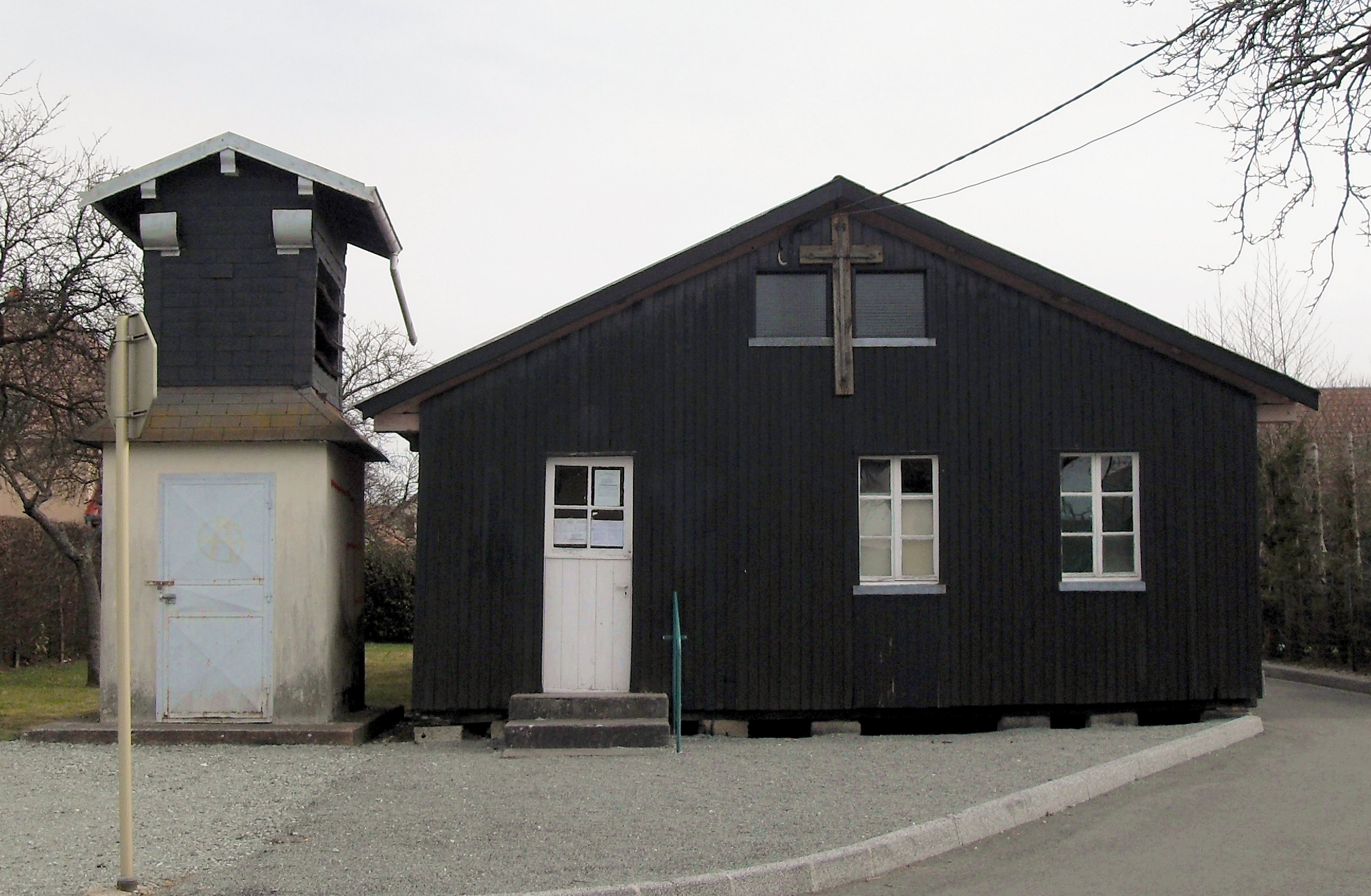
La chapelle d'Éloie.

### Lieux et monuments
- La chapelle d'Éloie[21].
- Monument commémoratif[22].
- Le cimetière paysager[23].

### Personnalités liées à la commune
- Éric Walter, écrivain-animateur, fut élu de la commune.

### Héraldique
| Armes de Éloie | Les armes peuvent se blasonner ainsi : De gueules au pont d'une arche d'argent maçonné de sable sur une rivière ondée d'azur mouvant de la pointe, sommé d'un coq d'or. ou encore : "De gueules au pont d'une arche d'argent, sommé d'un coq d'or passant, soutenu d'une rivière ondée d'azur en pointe" |

## Pour approfondir